# Freya des Sept-Îles
Pour les articles homonymes, voir Freya.
Freya des Sept-Îles (Freya of the Seven Isles) est une nouvelle de Joseph Conrad publiée en 1912.

## Historique
Freya des Sept-Îles, histoire de petits fonds, paraît en 1912 dans le Metropolitan Magazine, puis la même année dans le recueil de nouvelles  Twixt Land and Sea (traduit en français par Entre terre et mer).
« C'est l'histoire du Costa Rica, qui ne datait pas de plus de cinq ans à l'époque où j'étais à Singapour. L'homme s'appelait Sutton... lorsque son navire fut échoué sur un récif par le commandant d'une canonnière hollandaise, qu'il avait réussi à offenser d'une manière ou d'une autre. »

## Résumé
Après avoir fait du commerce à travers tout l'Archipel malais, le père Nelson (ou Nielsen) s'est retiré sur un bout de terre dans un groupe d'îlots qu'on appelait les Sept-Îles. Deux navires viennent régulièrement mouiller dans la baie au-dessous du bungalow : le Bonito, un brick appartenant au jeune Jasper, et le Neptun, la canonnière hollandaise du lieutenant Heemskirk. Car Nelson est le père d'une jolie jeune fille, prénommée Freya.

## Adaptation
- En 1973,  Jean-Dominique de la Rochefoucauld et Louis Guilloux adaptent la nouvelle Freya des Sept-Îles, film réalisé par Jean-Pierre Gallo.

## Éditions en anglais
- Freya of the Seven Isles, dans le Metropolitan Magazine en avril 1912, à New York.
- Freya of the Seven Isles, dans le London Magazine en juillet 1912, à Londres.
- Freya of the Seven Isles, dans le recueil de nouvelles Twixt Land and Sea, chez l'éditeur Dent à Londres, en octobre 1912.

## Traduction en français
- Freya des Sept-Îles, nouvelle traduite par Georges Jean-Aubry révisée par Sylvère Monod, dans Conrad (dir. Sylvère Monod), Œuvres, t. III, Paris : Gallimard, coll. « Bibliothèque de la Pléiade », 1987.